# Leyb Kvitko
Leyb Moiséyevich Kvitko (en ruso: Лев Моисеевич Квитко; ídish: לייב קוויטקאָ) (15 de octubre de 1890 - 12 de agosto de 1952) fue un poeta ucraniano, autor de poemas infantiles y miembro del Comité Judío Antifascista, JAC. Fue uno de los editores de Eynikayt, el periódico del JAC, y de Heymland, una revista literaria. 

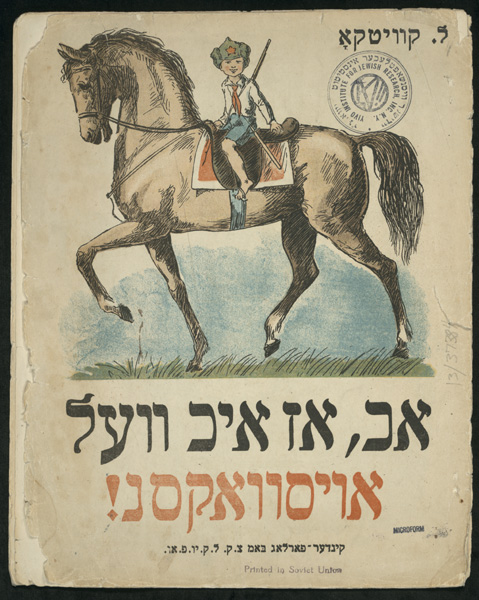
Portada de una obra de Leyb Kvitko

Nació en un shtetl ucraniano y asistió a una escuela religiosa judía tradicional para niños jéder. Sus padres murieron siendo él aún niño. Se mudó a Kiev en 1917 y se unió al grupo de Kiev, formado por poetas. Vivió en Alemania entre 1921 y 1925 uniéndose allí al Partido Comunista de Alemania. Regresó a la URSS en 1925 y se mudó a Moscú en 1936, uniéndose al PCUS en 1939. En ese momento estaba escribiendo principalmente versos para niños según los cánones del realismo socialista.

Fue ejecutado en Moscú el 12 de agosto de 1952, junto con otros doce miembros de la JAC, matanza conocida como la Noche de los Poetas Asesinados, por orden de Iósif Stalin.